# Težišče trikotnika
Težíšče trikótnika (tudi báricenter, redko centroíd) je presečišče vseh treh težiščnic trikotnika. Težiščnica je daljica, ki povezuje razpolovišče stranice trikotnika z nasprotnim ogliščem trikotnika. Težišče deli vsako od težiščnic v razmerju 2:1.
Če imamo v koordinatnem sistemu podan trikotnik, katerega oglišča so podana s koordinatami {\displaystyle A(a_{1},a_{2}),~B(b_{1},b_{2}),~C(c_{1},c_{2})}, lahko njegovo težišče T izračunamo po formuli:
{\displaystyle T\left({\frac {a_{1}+b_{1}+c_{1}}{3}},{\frac {a_{2}+b_{2}+c_{2}}{3}}\right)\!\,.}
Če oglišča zapišemo s krajevnimi vektorji: {\displaystyle {\vec {r}}_{A}=(a_{1},a_{2}),~{\vec {r}}_{B}=(b_{1},b_{2}),~{\vec {r}}_{C}=(c_{1},c_{2})}, pa lahko krajevni vektor težišča izračunamo po enačbi:
{\displaystyle {\vec {r}}_{T}={\frac {1}{3}}({\vec {r}}_{A}+{\vec {r}}_{B}+{\vec {r}}_{C})\!\,.}